# Quint Turi
Quint Turi (en llatí Quintus Turius) va ser un publicà o negociant romà del segle i aC.
Prestava diners a la província d'Àfrica o va morir l'any 44 aC. Ciceró va escriure a Quint Cornifici, llavors governador d'aquella província, perquè fes respectar la validesa del testament de Turi i actués en contra de Turi Eros, el seu llibert, que es volia apropiar dels béns.